# Krig og fred (film fra 1967)
 For alternative betydninger, se Krig og fred (flertydig). (Se også artikler, som begynder med Krig og fred)
Krig og fred (russisk: Война и мир, translit.: Vojna i mir) er en sovjetisk spillefilm i fire dele udgivet i årene 1966-1967. Filmen er instrueret af Sergej Bondartjuk, der også er medforfatter til filmens manuskript, der er baseret på Lev Tolstojs roman Krig og fred fra 1869. Filmens hovedrolle som Pierre Bezukhov  spilles af Bondartjuk. Øvrige hovedroller spilles af Vjatjeslav Tikhonov og Ljudmila Saveljeva.
Filmen er produceret af filmstudiet Mosfilm mellem 1961 og 1967 med betydelig støtte fra de sovjetiske myndigheder og den sovjetiske hær, der leverede hundredevis af heste og titusinder soldater som statister. Filmen kostede 8,29 mio. rubler, hvilket var den indtil da dyreste sovjetiske filmproduktion. Filmen blev en publikumssucces og solgte i Sovjetunionen 135 millioner billetter. Filmen modtog førsteprisen ved Moskvas Internationale Filmfestival og modtog en Oscar for bedste fremmedsprogede film. Filmen er siden sin udgivelse anset som den største storfilm nogensinde.
Filmen, der samlet varer over syv timer, er opdelt i fire dele, der hver er af spillefilmlængde. 

## Handling

### Del 1 - Krig og fred: Andrej Bolkonskij
Den uægte søn af en rig adelsmand, Pierre Bezukhov, introduceres i 1805 i Sankt Petersborg til det højere cirkler. Hans ven, fyrst Andrej Bolkonskij, slutter sig til den kejserlige russiske hær som adjudant for general Mikhail Kutuzov i tredje koalitionskrig mod Napoleon. Da Pierres far genkender ham, tiltrækker Pierre Hélène Kuraginas opmærksomhed og gifter sig med hende. Men gennem rygter erfarer han, at hun har været ham utro med Fjodor Dolokhov. I mellemtiden deltager Andrej i det mislykkede felttog i Østrig, hvor han er vidne til Slaget ved Schöngrabern og Slaget ved Austerlitz. Han bliver hårdt såret og anses som faldet. Han vender tilbage til sin fars gods lige i tide til at se sin hustru Lisa dø under fødslen af deres barn.

### Del 2 - Krig og fred: Natasja Rostova
I slutningen af 1809 deltager den 16-årige datter af greven, Natasja, i sit første bal. Andrej Bolkonskij bliver forelsket i den unge pige og planlægger at gifte sig med hende, men hans far forlanger, at han venter. Andrej rejser udenlands, og Natasja venter længselsfuldt på ham. Men hun møder så den smukke Anatole Kuragin, der også forelsker sig i Natasja. Hun vælger Anatole over Andrej, men ombestemmer sig umiddelbart ingen hun skulle stikke af sammen med Anatole. Andrej Balkonskij har imidlertid hørt om hendes planer og erklærer forlovelsen for ovre. Natasja bryder sammen. Pierre Bezukhov prøver at berolige hende og erklærer pludselig sin kærlighed overfor hende.

### Del 3 - Krig og fred: År 1812
I 1812 invaderer Napoleon Rusland. Feltmarkal Kutuzov udpeges af zaren til at forsvare Rusland. Kutuzov beder Andrej Balkonskij om at indtræde i Kutuzovs stab, men Balkonskij ønsker at være officer på slagmarken. Pierre Bezukhov ankommer til slagmarken op til det forestående slag ved Borodino og melder sig frivilligt til tjeneste ved et artilleribatteri. Andrejs enhed afventer som reserve, men Andrej rammes at en granat og han og Anatole bliver alvorligt såret. Slaget involverer hundreder af tusinde soldater, flere tusinde heste og hundreder af kanoner på begge sider. Napoleons hær tvinger den russiske hær på tilbagetog, og Napoleon kan rykke mod Moskva, der ligger ubeskyttet hen.

### Del 4: Krig og fred: Pierre Bezukhov
Russerne brænder Moskva ned før Napoleons ankomst til byen og Rostov-familien flygter fra deres gods. Med på flugten tager de de soldater, der har søgt tilflugt hos dem, herunder også Andrej, som - ubekendt for Rostov-familien - også har opholdt sig på godset. Pierre har forklædt sig som en landarbejder forsøger at dræbe Napoleon, men tages til fange. Han føres som krigsfange med Grande Armée på dennes tilbagetog, indtil han bliver befriet af partisaner. Den franske hær besejres af feltmarskal Kutuzov ved slaget ved Krasnoj. Andrej genkendes og bliver bragt til sit gods. Han tilgiver på sit dødsleje Natasja, der genforenes med Pierre Bezukhov og Moskva genopbygges.

## Medvirkende
- Sergej Bondartjuk som Pierre Bezukhov
- Ljudmila Saveljeva som Natasja Rostova
- Vjatjeslav Tikhonov som Andrej Bolkonskij
- Boris Zakhava som Mikhail Kutuzov
- Anatolij Ktorov som Nikolaj Bolkonskij
- Antonina Sjuranova som Maria Bolkonskaja
- Oleg Tabakov som Nikolaj Rostov
- Viktor Stanitsyn som Ilja Rostov
- Kira Golovko som Natalja Rostova
- Irina Skobtseva som Hélène Kuragina
- Vasilij Lanovoy som Anatole Kuragin
- Irina Gubanova som Sonja Rostova
- Oleg Jefremov som Fjodor Dolokhov
- Eduard Martsevitj som Boris Drubetskoj
- Aleksandr Borisov som onkel Rostov
- Nikolaj Rybnikov som Vasilij Denisov
- Viktor Murganov som Aleksandr 1. af Rusland
- Larisa Borisenko som Mlle. Bourienne
- Georgij Milljar som Morel
- Nonna Mordjukova som Anisja
- Anna Timirjova som gammel dame
- Boris Khmelnitskij som Bolkonskijs adjudant
- Valerij Jeremitjev som Aleksandr Ostermann-Tolstoj
- Boris Smirnov som Vasilij Kuragin
- Nikolaj Tolkatjov som Kirill Bezukhov
- Dzhemma Firsova som Katisje Mamontova
- Mikhail Khrabrov som Platon Karatajev
- Nikolaj Trofimov som Tushin
- Vladislav Strsjeltjik som Napoleon
- Jānis Grantiņš som Ludwig von Wolzogen
- Dz. Eizentāls som Carl von Clausewitz
- Galina Kravtjenko som Marja Karagina
- Boris Moltjanov som Louis-Nicolas Davout
- Lev Poljakov som Jacques Lauriston
- Rodion Aleksandrov som Aleksandr Balasjov
- Anastasija Vertinskaja som Lisa Bolkonskaja
- Giuli Tjokhonelidze som Pjotr Bagration
- Vadim Safronov som Frans II
- Jean-Claude Ballard som Ramballe
- Jelena Tjapkina som Marja Dmitrijevna
- Sergej Jermilov som Petja Rostov
- Nikita Mikhalkov som Petja Rostovs dobbel under jagtscenen (ukrediteret)
- Herberts Zommers som grev Benningsen
- Nikolai Bubnov som Karl Mack von Leiberich
- Angelina Stepanova som Anna Scherer
- Erwin Knausmüller som Franz von Weyrother
- Mikhail Pogorsjelskij som Michael Andreas Barclay de Tolly
- Leonid Vidavskij som Paisi Kajsarov
- Nikolaj Grinko som Dessalles

## Produktion

### Begyndelse
I august 1959 blev King Vidors amerikansk-italienske co-produktion Krig og fred udgivet i Sovjetunionen, hvor den solgte 31,4 millioner billetter og opnåede stor anerkendelse. Det forestående 150-års jubilæum for den franske invasion, såvel som den verdensomspændende succes med Vidors filmatisering af det russiske nationalepos – på et tidspunkt, hvor USSR og USA konkurrerede om prestige – motiverede den sovjetiske kulturminister Jekaterina Furtseva til at planlægge en sovjetisk film om begivenhederne baseret på Lev Tolstojs roman. Et åbent brev, som udkom i den sovjetiske presse, underskrevet af mange af landets filmskabere, erklærede: "Det er en æressag for den sovjetiske filmindustri at producere en film, der vil overgå den amerikansk-italienske kunstnerisk og autentisk."
I løbet af 1960 foreslog flere førende sovjetiske instruktører sig selv til at lede projektet, herunder Mikhail Romm og Sergej Gerasimov. Men snart var den eneste reelle kandidat tilbage Ivan Pyrjev. Da det forekom sikkert, at Pyrjev ville få opgaven, opfordrede flere embedsmænd i kulturministeriet den fyrreårige Sergej Bondartjuk, der netop havde færdiggjort sin debutfilm, En mands skæbne, at ansøge om opgaven. Bondartjuk havde ikke søgt stillingen og kendte ikke til forslaget, før han modtog et brev fra ministeriet med opfordringen. Han valgte at tage udfordringen op og konkurrere med Pyrjev om opgaven.
Fedor Razzakov skrev, at invitationen af Bondartjuk blev orkestreret af Pyrjevs mange fjender i etablissementet, som var fast besluttet på ikke at lade ham modtage det lukrative projekt. I begyndelsen af februar 1961 blev et brev, der støttede Bondartjuk, sendt til ministeren, underskrevet af flere prominente personer fra filmindustrien. I første omgang dekreterede kulturministeren, at begge kandidater hver især skulle indspille en pilot, der skulle vurderes af en kommission. Pyrjev trak dog hurtigt sit bud tilbage, ifølge Razzakov fordi han indså, at hans chancer var små: Bondartjuk, hvis karriere først begyndte under tøbruddet under Khrusjtjov, repræsenterede en generation af unge instruktører, der blev forfremmet den sovjetiske regering for at erstatte de ældre filmskabere fra Stalin-æraen. Efter Pyrjev havde trukket sig, fik Bondartjuk opgaven.

### Manuskriptet skrives
Den 3. april 1961 sendte generaldirektøren for Mosfilm-studierne, Vladimir Surin, en ansøgning til kulturministeriet med anmodning om tilladelse til en film i tre dele baseret på Tolstojs Krig og fred samt ønske om 150.000 rubler til projektet. Mosfilm fik tilladelsen og blev tildelt 30.000 rubler, hvorefter arbejdet med filmen blev sat i gang.
Bondartjuk hyrede dramatikeren Vasilij Solovjov til at assistere med manuskriptet. De to besluttede at lade filmen bestå af fire dele og at nedtone eller helt udelukke flere af Tolstojs sidehistorier for ikke at gøre filmen for kompliceret, ligesom Tolstojs syn på filosofi og historie blev væsentligt redigeret.
Mosfilm godkendte det færdige manuskript den 27. februar 1962. Den 20. marts godkendte kulturminister Furtsjeva scenariet i et plenum i kulturministeriet med deltagelse af Surin og næstformanden for Statskomitéen for Kinematografi og anmodede alle relevante instanser til at bistå producenterne, herunder Forsvarsministeriet, som blev anset for at være central i at yde støtte til projektet. Producenterne udpegede tre militærrådgivere: to generaler for Sovjetunionens hær og en generalløjtnant. Hæren påtog sig at levere tusindvis af soldater som statister til optagelserne.
Mere end fyrre museer bidrog med historiske artefakter, såsom lysekroner, møbler og bestik, for at skabe et autentisk indtryk af det tidlige 19. århundredes Rusland. Der blev syet tusindvis af kostumer, hovedsageligt militæruniformer af den slags, der blev båret i Napoleonskrigene, Der blev støbt 60 
kanoner og fremstillet 120 hestevogne til produktionen. Den sovjetiske hær havde langt forinden afskaffet sine kavalerienhederne, men bidrog med heste hentet fra militærdistrikterne i Kaukasus og Turkmenistan, der blev benyttet som trækheste for bjergartilleri. Herudover leverede landbrugsministeriet ni hundrede heste, ligesom Moskvas beredne politi også bidrog med heste til filmen.

### Casting
Fastlæggelsen af filmens medvirkende begyndte i maj 1961. Filmens hovedrolle som fyrst Andrej Bolkonskij blev tildelt skuespilleren Oleg Strisjenov, der imidlertid i foråret 1962 blev optaget i ensemblet ved Moskva Kunstteater, hvorefter han meldte afbud. Bondartjuk klagede til kulturminister Furtseva, der forgæves forsøgte at få Strisjenov til at ændre sin beslutning. Bondartjuk forsøgte herefter at få Innokentij Smoktunovskij til at spille rollen i stedet for at medvirke i Grigorij Kozintsevs Hamlet. Smoktunovskij accepterede, men Kozintsev ville ikke skifte hovedrollen i sin film og benyttede sin indflydelse i kulturministeriet til få sin skuespiller tilbage. Ministeriet foreslog herefter at give rollen til Vjatjeslav Tikhonov. Tikhonov ankom til optagelserne i december 1962, tre måneder efter optagelserne var begyndt.
Bondartjuk så for sig, at karakteren Pierre Bezukhov havde stor fysisk styrke, og ønskede i første omgang at give rollen til den olympiske vægtløfter Jurij Vlasov, der imidlertid efter prøver meldte fra til rollen, da han erkendte at være uden evner for skuespil. Bondartjuk tog herefter selv rollen. Bondartjuks hustru Irina Skobtseva, spillede rollen som Hélène Kuragina, Pierres første hustru.
Flere kendte skuespillerinder ønskede rollen som Natasja Rostova, men Bondartjuk valgte den unge og uerfarne 19 år gamle ballerina Ljudmila Saveljeva, der kort forinden havde bestået det russiske Vaganova balletakademi.
Tikhonov var den højst betalte skuespiller på filmen og modtog 22.228 rubler for sin rolle som Bolkonsky. Bondartjuk fik 21.679 rubler som instruktør og 20.100 for rollen som Pierre Bezukhov. Saveljeva fik 10.685 rubler. De fleste andre skuespillere fik mindre end 3.000 rubler.

### Optagelser
Inden optagelserne blev det besluttet at optage filmen i 70 mm format med højopløselig film i stedet for det sædvanlige 35 mm format. Det blev overvejet at købe råfilmen hos amerikanske Kodak eller hos østtyske ORWO, men man endte med at købe råfilmen hos sovjetiske Shostka, dels af økonomiske årsager, dels af national stolthed. Cheffotografen Anatolij Petritskij beskrev senere den sovjetiske råfilm som af "forfærdelig kvalitet" og fortalte, at det ofte var nødvendigt at tage scener om, fordi råfilmen havde været defekt. Nogle af de store slagscener i filmen måtte tages om op til 40 gange. Ifølge avisen Kommersant måtte Bondartjuk genindspille mere end 10% af scenerne, hvilket forøgede produktionsomkostningerne tilsvarende.
Optagelserne blev påbegyndt den 7. september 1962 på 150-års dagen for slaget ved Borodino. Under optagelserne blev benyttet en række nye teknikker, ligesom scener blev filmet fra høje kraner og helikoptere. Slaget ved Borodino blev genopført med brug af omkring 12.000 statister og 800 heste. Udover de mange slagscener i filmen optaget i det fri, blev store dele af filmen indspillet i Moskva og i Leningrads historiske bygninger og områder (Eremitagen, Peter og Paul-fæstningen m.fl.). Bondartjuk blev i juni 1965 pålagt at færdiggøre optagelserne af filmens to første dele til visning allerede ved Moskva Filmfestivalen i juli måned. Filmens to første dele var langt fra færdigklippet, og Bondatjuk fik senere på måneden et alvorligt hjerteanfald, der medførte at filmoptagelserne til filmens øvrige dele måtte udsættes til september samme år.
På trods af den meget korte tid der blev stillet til rådighed, lykkedes det at få færdiggjort de to første dele af filmen, der blev sendt til Mosfilms direktorat den 30. juni 1965, mindre end en uge før filmfestivalen åbnede. De to dele fik verdenspremiere den 19. juli 1965 i Kremls Kongrespalads. I juli fik Bondartjuk endnu et hjerteanfald og var klinisk død i fire minutter. De sidste optagelser fandt sted i august 1967.

### Produktionsomkostninger
I 1962 anslog embedsmænd i kulturministeriet, at Krig og Fred ville koste omkring 4 millioner rubler, hvortil kom  støtte fra hæren. Til sammenligning kostede den hidtil dyreste sovjetiske film, Det uforglemmelige år 1919 fra 1952 1,09 millioner rubler. I august 1964 fastsatte Statskomitéen for filmproduktion et budget på 8,5 mio. rubler for produktion af filmen, hvoraf de 2,51 million skulle gå til hæren for dens medvirken til optagelserne. Ifølge de officielle regnskaber endte filmen med at koste 8.291.712 rubler, hvilket i 1967 svarede til 9.213.013 USD ved 1967-kursen, hvilket igen svarer til ca. 60-70 mio. USD, eller ca. DKK 400-450 mio. kr. i 2023. 
Der har i international presse verseret forskellige skøn over omkostningerne, og filmen er flere gange nævnt som den dyreste film nogensinde.  Guinness Book of World Records fra 1979 angav, at Krig og Fred var "den dyreste film nogensinde lavet" baseret på, at "de samlede omkostninger officielt er blevet angivet til at være mere end $96 millioner". Krig og Fred er fortsat den dyreste film, der nogensinde blev produceret i USSR.

## Modtagelse

### Distribution
Filmen blev vist i biografer, og distributionen af det omfattende antal filmruller, 20 stk., til biograferne skabte flere fysiske udfordringer.
1. del - Andrej Bolkonskij blev vist i to dele i 2.805 kopier, der blev frigivet i marts 1966. I løbet af de følgende 15 måneder solgte filmens to første dele 58,3 og 58,0 millioner biletter i USSR, og filmen blev således den mest populære film i USSR i 1966. 2. del - Natasha Rostova fik premiere i juli 1966 i 1.405 kopier og solgte 36,2 mio. biletter og blev nr. tre på listen over årets mest sete film. Filmens tredje og fjerde del solgte lidt dårligere med 21 respektive 19,8 millioner solgte billetter. Med det solgte antal billetter blev Krig og Fred, trods de voldsomme produktionsomkostninger, en betydelig økonomisk succes.
Filmen i fire dele blev distribueret til 117 lande i hele verden, herunder i Danmark, hvor filmen have premiere den 2. november 1967 i Alexandra, hvor filmen var på plakaten frem til den 17. januar 1968. I Frankrig solgte filmen over 1,2 millioner billetter. Filmen fik premiere i USA den 28. april 1968 i en udgave, der var forkortet med en time og med engelsk tale. Premieren blev overværet af de to skuespillerinder fra filmen Ljudmila Saveljeva og Irina Skobtseva og af Sovjetunionens ambassadører i USA. Billetpriserne ved premieren i New York var mellem  $5,50–$7,50 - den højeste billetpris indtil da i USA. Filmen blev vist på det amerikanske tv-netværk ABC over fire dage den 12.15. august 1972.

### Priser
Krig og Fred modtog i juli 1965 sammen med ungarske 20 timer hovedprisen ved Moskvas International Filmfestival. Ljudmila Saveljeva modtog ved festivalen et æresdiplom. Læserne af Sovetskii Ekran, den officielle publikation udgivet af Statskomitéen for Film, valgte Saveljeva og Vjatjeslav Tikhonov som bedste skuespillerinde og skuespiller i 1966.
Filmen deltog ved Filmfestivalen i Cannes i 1967 uden for konkurrence. Filmen blev sendt i stedet for Andrej Tarkovskijs Den yderste dom, der var blevet inviteret af festivalens arrangører, men som af de sovjetiske myndigheder blev anset som værende upassende.
Filmen modtog en Golden Globe for bedste udenlandske fremmedsprogede film i 1968. Filmen var det sovjetiske bidrag til Oscaruddelingen i 1969, hvor filmen som den første sovjetiske film modtog en Oscar for bedste udenlandske film og blev nomineret til en Oscar for bedste scenografi. Filmen var den længste film, der har vundet en Oscar, indtil O.J.: Made in America i 2017 vandt en Oscar for bedste dokumentar.
Filmen blev nomineret til og vandt flere andre filmpriser.

### Anmeldelser
Filmen modtog positive anmeldelser i Sovjetunionen, hvor bl.a. filmkritikeren Rostislav Jurenev skrev, at Krig og Fred var "den mest ambitiøse og monumentale tilpasning af det største værk i russisk litteratur […], der havde til formål i enormt omfang at formidle den historiske opfattelse af Lev Tolstoj, hans usædvanligt levende og dybe skildring af menneskeheden". I en anden anmeldelse tilføjede han: "Ønsket om en stadig større dybde af indtrængen i den menneskelige karakter, af alle aspekter af den […] førte til Sergej Bondartjuks filmatisering af Tolstoj. Resultatet er virkelig fantastisk."
Også udenfor Sovjetunionen modtog filmen positive og blandede anmeldelser. I Vesttyskland angav Frankfurter Allgemeine Zeitung i sin anmeldelse, filmen præsenterede historien "med stor omhyggelighed og koreografisk kvalitet […]. Dette er en konservativ, romantisk eller måske endda klassisk historisk film […]. Men den stræber efter autenticitet, og er derfor uforlignelig bedre end Vidors filmatisering." I Frankrig modtog filmen blandede anmeldelser. Den franske kritiker Georges Sadoul roste filmens portrættering af det russiske landskab, men dog "kedeligt tro" over for romanen, og "stædigt pedantisk"." Claude Mauriac var mere positiv i Le Figaro littéraire, og beskrev filmen som "den smukkeste, jeg har set siden, ja, siden hvornår?" Anmelderen Peter Cowie bemærkede, at Bondartjuk med sin filmatisering leverede "den episke fortælling, som King Vidor manglede". Joseph Gelmis fra Newsday var enig i, at filmen var "overlegen [i forhold til Vidors] som drama og skuespil. Bondartjouk er ikke en innovator. I stedet bruger han stort set alle filmteknikker, der eksisterer. .. en antikrigsfilm, der hylder livet, kærligheden, fornyelsen".
Amerikanske anmeldere var noget mere forbeholdne. Renata Adler skrev i New York Times, at "karaktererne - inklusive Saveljeva […], der ser lidt kvalm ud, og Bondartjuk, der er for gammel til at spille Pierre - er dystre automater". Hun tilføjede, at filmen var "vulgær i den forstand, at den kræver noget fantastisk, hvilket gør den både prætentiøs og blottet for liv […]. En fiasko i den forstand, at den ikke engang er så fornøjelig som et hvilket som helst antal mindre film." Adler kritiesede også den engelske eftersynkronisering, der "én gang for alle beviser nytteløsheden ved eftersynkronisering". The New Yorker kritiserede også eftersynkroniseringen af filmen. Judith Crist var positiv i sin anmeldelse i New York Magazine: "De russere …! Og nu vil jeg også vædde på, at de slår os i Månekapløbet! Jeg trodser chauvinismen - jeg sætter Borte med blæsten i historisk perspektiv og på andenpladsen, for Krig og fred er ikke kun […] vor tids fineste epos, men også en stor og ædel oversættelse af et litterært mesterværk, der overgår vores forventninger og fantasi." Time magazines anmelder skrev, at filmen "undgår storhed, bortset fra i omkostninger og længde […] filmen er fantastisk i krig og grusom i fred ... Pierre og Andrej er blot overfladiske, bogstavelige repræsentationer af Tolstojs karakterer" og kritiserede også eftersynkroniseringen af stemmerne. Anmeldelsen i LIFE kriteserede også etersynkroniseringen og de amerikanske distributørers forkortelse af filmen. Roger Ebert roste filmen og Bondartjuks instruktion.
Filmen har i dag en rating på websitet Rotten Tomatoes på 8,97 ud af 10.

### Analyse
Den britiske kommentator Ian Aitken kaldte Krig og Fred "en af de vigtigste" film, der blev produceret under overgangen i 1964-68 fra tøbruddet i Sovjetunionen under Khrusjtjov til Bresjnev-stagnationen. I den periode mærkedes den liberale atmosfære stadig, selvom den blev marginaliseret, efterhånden som sovjetisk film i perioden blev mere tilbageholdende og dogmatisk. Han bemærkede også, at selvom den var et eksempel på kritisk realisme snarere end socialistisk realisme og havde modernistiske karakteristika, var Krig og Fred "politisk uskyldig nok" til at blive fejret af Bresjnev-regeringen som en stor præstation. Den russiske kritiker Lev Anninskij så derimod Bondartjuks film som et symbol på den statsgodkendte film og som anti-tesen og den totale kontrast til Tarkovskijs samtidige Den yderste dom, som han så som repræsentant for den ikke-konforme stil. Anninskij anførte, at Krig og Fred var gennemsyret af patriotiske motiver og "varm russisk tradition, som opsluger beskueren", mens Tarkovskij ikke havde sådan en følelse af "historie, som om det er en mors livmoder". Mira og Antonin Liehm betragtede filmen som den første blandt de tidlige bresjnevitiske film, som modtog officiel støtte for at bringe "russiske klassikere […] og historie til lærredet på en måde, der stemte overens med de officielle smagsstandarder". Men de tilføjede, at "hvis den måles ud fra modeller og ambitioner" kunne den "stå på sine egne ben".

### Restaurering
I 1986 blev Bondarchuk anmodet om at forberede Krig og Fred til en tv-udgave. En 35 mm-kopi af filmene, som blev filmet parallelt med hovedversionen og havde et 4:3 formatforhold i stedet for 70 mm 2.20:1, blev indsendt, efter at være blevet bearbejdet.
I 1999 tog Mosfilm initiativ til at restaurere filmstudiets gamle klassikere, herunder Krig og Fred. Da den originale 70-mm udgave var blevet beskadiget i en grad, der umuliggjorde restaurering, brugte Mosfilm i stedet 4:3 udgaven til at lave en DVD-udgave af filmen.
I 2006 annoncerede direktøren for Mosfilm, Karen Sjakhnazarov, at en ny "frame for frame" restaurering var blevet igangsat til færdiggørelse i 2016.
I USA blev den restaurerede film vist på Film Society of Lincoln Center i New York City, derefter i Los Angeles og i andre større byer. Criterion Collection udgav den restaurerede film på en 3-disc DVD og en 2-disc Blu-ray den 25. juni 2019.